# Аноксенъярви
А́ноксенъя́рви (фин. Anoksenjärvi) — озеро на территории Лоймольского сельского поселения Суоярвского района Республики Карелия.

## Общие сведения
Площадь озера — 0,6 км². Располагается на высоте 172,7 метров над уровнем моря.
Форма озера лопастная, продолговатая: вытянуто с севера на юг. Берега каменисто-песчаные, местами заболоченные.
Из южной оконечности озера вытекает река Аноксенйоки, впадающая в озеро Юля-Сулкиоярви, через которое протекает река Муаннонйоки.
В озере расположен один остров без названия.
Населённые пункты возле озера отсутствуют. Ближайший — посёлок Райконкоски — расположен в 20,5 км к югу от озера.
Код объекта в государственном водном реестре — 01040300211102000013889.